# Malmea obovata
Malmea obovata R.E.Fr. – gatunek rośliny z rodziny flaszowcowatych (Annonaceae Juss.). Występuje endemicznie w Brazylii – w stanie Bahia. 

## Morfologia
PokrójZimozielone drzewo.
LiścieMają odwrotnie jajowaty lub eliptyczny kształt. Mierzą 15–17 cm długości oraz 5–6 cm szerokości. Blaszka liściowa jest całobrzega o tępym wierzchołku.

## Biologia i ekologia
Rośnie w lasach, na terenach nizinnych.